# Ligne du Sud-argovien
La ligne du Sud-argovien est une ligne ferroviaire suisse, reliant la ligne du Bözberg, à Brugg, et la ligne du Gothard, à Arth-Goldau. Elle est gérée par l'entreprise ferroviaire des Chemins de fer fédéraux suisses.

## Historique
- 23 juin 1874 : (Rupperswil – Lenzburg –) Hendschiken – Wohlen
- 1er juin 1875 : Wohlen – Muri AG
- 1er décembre 1881 : Muri AG – Sins – Rotkreuz
- 1er juin 1882 : Rotkreuz – Immensee – Arth-Goldau (– Göschenen)
- 1er juin 1882 : Hendschiken – Othmarsingen – Brugg AG
- 26 mai 1969 : ligne de raccordement de Brugg

### Ligne de raccordement de Brugg
La dernière portion à avoir été mise en service le 26 mai 1969 est le raccordement de 1320 mètres avec la ligne du Bözberg, permettant ainsi aux trains venant de la ligne du Gothard d'éviter un rebroussement en gare de Brugg, grâce à un pont de 478 mètres passant par-dessus la ligne Olten – Zürich HB.

## Trafic
La majorité des convois ferroviaires arpentant la ligne du Sud-argovien sont de lourds trains marchandises desservant l'axe ferroviaire nord-sud, entre l'Allemagne et l'Italie, suivant l'itinéraire Bâle – ligne du Bözberg – Brugg – ligne du Sud-argovien – Arth-Goldau – ligne du Gothard – Chiasso/Luino.
Quant au trafic voyageurs, il se compose presque exclusivement de trains S-Bahn, du fait que la ligne ne relie pas d'importantes agglomérations entre elles. Les trains de voyageurs entre Bâle et le Gothard desservent soit Zurich à l'est, soit Lucerne à l'ouest.
S-Bahn Aargau :
- S 23 : Langenthal – Olten – Aarau – Lenzburg – Othmarsingen – Brugg AG – Baden
- S 25 : Brugg – Othmarsingen – Wohlen AG – Muri AG
- S 26 : Aarau – Lenzburg – Wohlen AG – Muri AG – Rotkreuz
- S : Zürich HB – Dietikon – Mellingen-Heitersberg – Othmarsingen – Wohlen AG – Muri AG

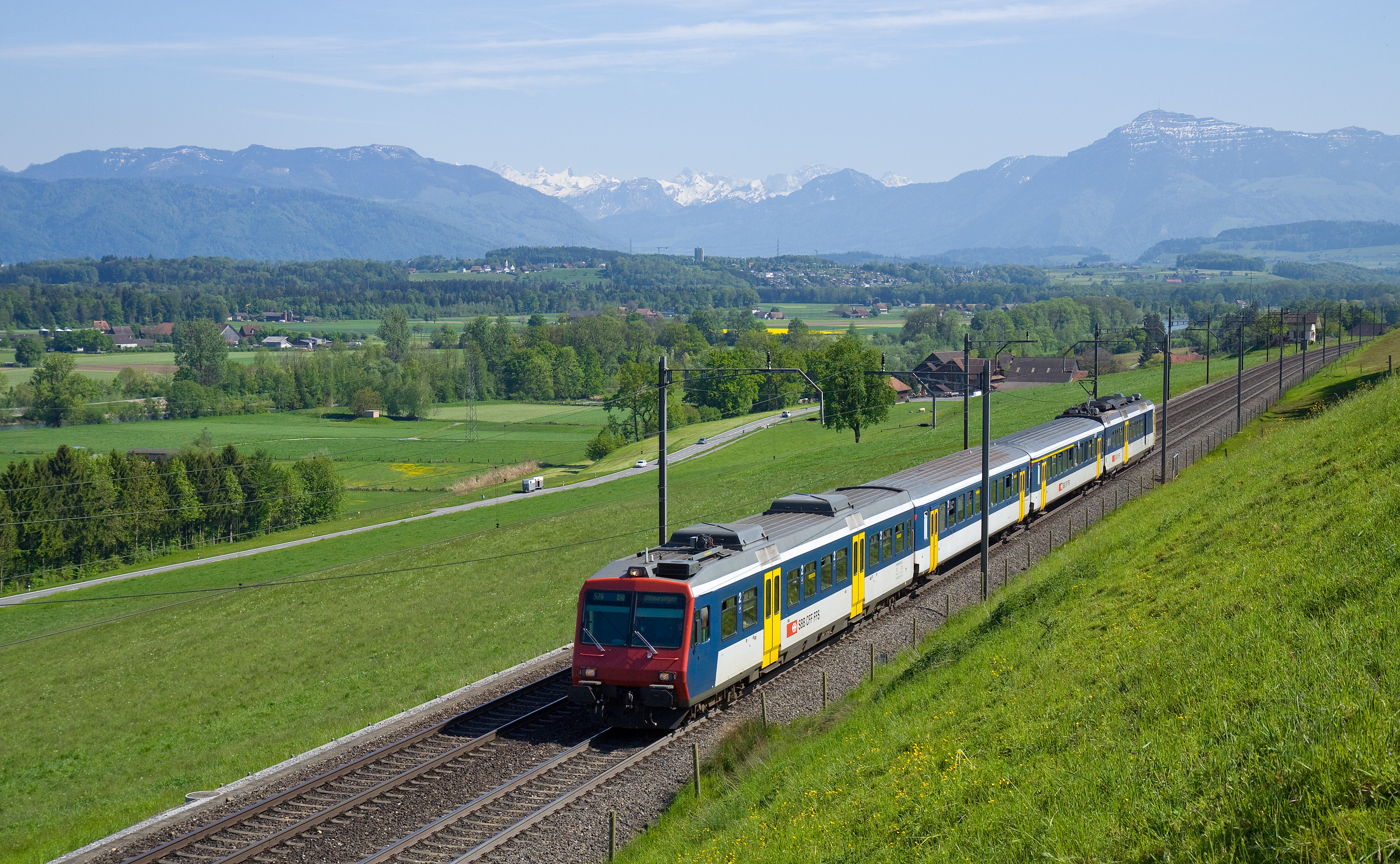
Rame Colibri assurant le S26 entre Sins et Mühlau